# Fronte Democratico Popolare
Il Fronte Democratico Popolare per la libertà, la pace, il lavoro, o semplicemente Fronte Democratico Popolare (FDP), era una federazione politica di sinistra, costituita ufficialmente il 28 dicembre 1947 e formata da:
- Partito Comunista Italiano (PCI), con segretario Palmiro Togliatti;
- Partito Socialista Italiano (PSI), con segretario Pietro Nenni;

e a cui aderirono altre formazioni minori come:
- Alleanza Femminile;
- Alleanza Repubblicana Popolare di Arnaldo Azzi e Silvio Paolucci;[1]
- Costituente della Terra;
- Movimento Rurale;
- Movimento Cristiano per la Pace di Guido Miglioli con Ada Alessandrini[2];
- Movimento di Unità Socialista di Livio Maitan.

Non aderirono alle liste ma preferirono presentarsi con liste autonome, pur in una collocazione a sinistra:
- Partito Cristiano Sociale (PCS);
- Partito Sardo d'Azione (PSd'A).

Inoltre, sempre collocati nell'area della sinistra, si presentarono uniti nel partito di Unità Socialista, formazione che si ispirava ai valori della socialdemocrazia e al socialismo riformista, quei socialisti, guidati da Giuseppe Saragat, usciti dal PSI per contrasti con la linea politica voluta da Nenni.
Simbolo del Fronte Democratico Popolare era il volto di Giuseppe Garibaldi, eroe rivoluzionario del Risorgimento, tinto di bianco (simbolo del pacifismo) incastonato in una stella verde (che indicava il lavoro) con i contorni rossi (segno tipico della sinistra e che completava la serie dei tre colori italiani).

## Storia
Dopo il buon risultato ottenuto alle elezioni comunali e provinciali del 1947, e alle elezioni regionali in Sicilia dell'aprile dello stesso anno, Palmiro Togliatti e Pietro Nenni tentarono la carta del frontismo per battere la Democrazia Cristiana in vista delle elezioni politiche del 18 aprile 1948. Il "Blocco del Popolo" (così era anche chiamata l'alleanza) ottenne però solo il 31% dei voti alla Camera dei deputati (con 8 137 047 voti) e il 30,76% dei voti al Senato della Repubblica (con 6 969 122 preferenze): pertanto, sia il PSI che il PCI preferirono dichiarare finita questa stagione e formarono due gruppi autonomi nei due rami del Parlamento. Conseguenza di questa sconfitta (la DC superò il 48% dei voti sia alla Camera che al Senato) fu la nascita di tre governi De Gasperi.

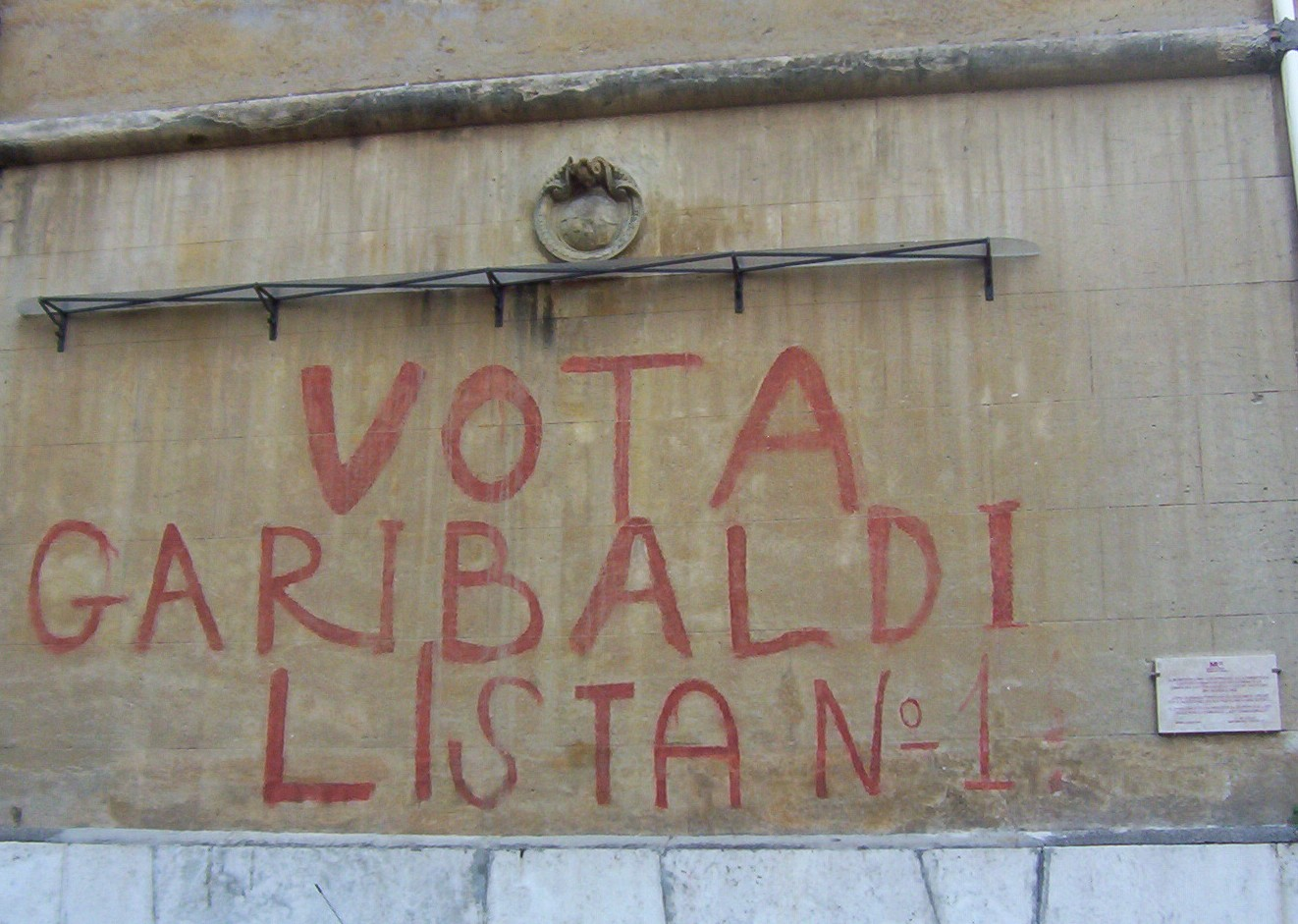
Garbatella (Roma). Graffito del FDP alle elezioni del 18 aprile 1948.

Il Fronte si presentò sotto diverso simbolo alle elezioni del 1948 anche in Valle d'Aosta, ottenendo solo il 29,70% alla Camera e il 30,68% al Senato, non riuscendo quindi ad eleggere alcun parlamentare.

## Risultati elettorali
| Elezione       | Elezione  | Voti      | %     | Seggi |
| -------------- | --------- | --------- | ----- | ----- |
| Politiche 1948 | Camera    | 8 137 047 | 30,98 | 183   |
| Senato         | 7.015.092 | 31,08     | 72    |       |

## Seggi parlamentari del Fronte Democratico Popolare

### 1947-1948
| Assemblea Costituente (1946)       | Assemblea Costituente (1946)                    | Assemblea Costituente (1946)       | Seggi     |
| ---------------------------------- | ----------------------------------------------- | ---------------------------------- | --------- |
|                                    |                                                 | Partito Comunista Italiano         | 104 / 556 |
|                                    | Partito Socialista Italiano di Unità Proletaria | 65 / 556                           |           |
| Totale Fronte Democratico Popolare | Totale Fronte Democratico Popolare              | Totale Fronte Democratico Popolare | 169 / 556 |

### 1948
| I legislatura (1948)               | I legislatura (1948)               | I legislatura (1948)               | Seggi Camera | Seggi Senato |
| ---------------------------------- | ---------------------------------- | ---------------------------------- | ------------ | ------------ |
|                                    |                                    | Partito Comunista Italiano         | 126 / 574    | 77 / 343     |
|                                    | Partito Socialista Italiano        | 57 / 574                           | 41 / 343     |              |
| Totale Fronte Democratico Popolare | Totale Fronte Democratico Popolare | Totale Fronte Democratico Popolare | 183 / 574    | 118 / 343    |

## Socialisti e comunisti dopo le elezioni del 1948
A livello locale, l'alleanza PCI-PSI continuò in maniera corposa fino al 1956, anno in cui Nenni ruppe con i comunisti a causa dell'invasione sovietica dell'Ungheria. Anche quando nacque il Centro-sinistra, tuttavia, i rapporti tra socialisti e comunisti non furono pessimi, e diverse città avevano maggioranze in cui PSI e PCI erano alleati (soprattutto al centro-nord).